# Shūhei Sakaguchi
Shūhei Sakaguchi (阪口 周平 Sakaguchi Shūhei?) es un seiyū que nació el 9 de septiembre de 1977 en Osaka, Japón. Está afiliado a Mausu Promotion.

## Roles interpretados
Lista de los roles interpretados durante su carrera.
Los papeles principales están en negrita.

### Anime
2002
- Naruto como Youichi Kagetsu (ep. 186)

2004
- Samurai gun como Chisuu Ichikawa (ep. 1)
- Yakitate!! Japan como Kyousuke Kawachi.

2005
- Kakutou Bijin Wulong como Masao Oba.

2007
- Ikkitousen: Dragon Destiny como Genjou Kakouton.
- Tokyo Majin Gakuen Kenpucho: Tou como Alan Cloud (ep. 14); Wan
- Tokyo Majin Gakuen Kenpucho Tou: Dainimaku como Alan Cloud.

2008
- Itazura na Kiss como Kinnosuke Ikezawa.
- Nabari no Ō como Kagerou.

2009
- Naruto Shippūden como Jūgo.
- Inazuma Eleven como Jousuke Tsunami.

### Doblaje
- Foster's Home for Imaginary Friends como Wilt.
- Transformers: la venganza de los caídos como Leo Spitz.

### Videojuegos
- Overwatch como Hanzo.
- Onmyoji como Shuten Doji